# Stephanie Kurtzuba

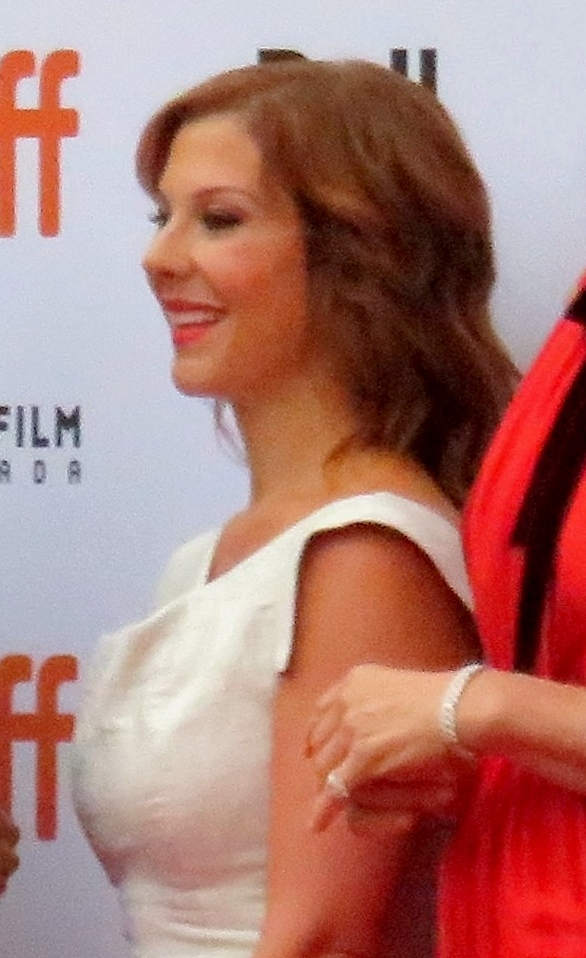
Stephanie Kurtzuba (2019)

Stephanie Kurtzuba (* 20. März 1972 in Omaha, Nebraska) ist eine US-amerikanische Schauspielerin.

## Leben und Karriere
Stephanie Kurtzuba wurde in Omaha, im US-Bundesstaat Nebraska, geboren wo sie die Omaha Central High School besuchte. Ihre Großeltern eröffneten und betrieben ab 1955 eine Bowlingbahn in Omaha, die sie später gemeinsam mit ihrem Vater und ihren zwei Geschwistern übernahm. Ihre Mutter Connie verstarb früh. Während ihrer Schulzeit trat Kurtzuba bereits in Theaterproduktionen auf und stand im Alter von 10 Jahren für das Musical Oliver! auf der Bühne. Nach der High School besuchte sie kurzzeitig die University of Nebraska-Lincoln, wo sie Journalismus studierte, bevor sie an der Tisch School of the Arts in New York City angenommen wurde und ihr Studium dort erfolgreich abschloss.
Nach dem Abschluss stand Kurtzuba für zahlreiche Theaterproduktionen auf den Bühnen des Off-Off-Broadways. Es folgten Auftritte am Broadway, so etwa 2003 an der Seite von Hugh Jackman in The Boy from Oz. Als Besetzungsmitglied der Musicals Mary Poppins und Billy Elliot trat Kurtzuba zusammen mit ihren Kollegen bei den Tony Awards 2007 und 2009 auf.
Ihr Schauspieldebüt vor der Kamera gab Kurtzuba 1999 mit dem Film Flushed. Sie übernahm in der Folge Nebenrollen in Knots – Liebesbande, Away We Go – Auf nach Irgendwo, Extrem laut & unglaublich nah Before I Disappear und Annie in welchem sie die Rolle der Mrs. Kovacevic übernahm. Im Jahr 2013 trat sie an der Seite von Leonardo DiCaprio und Jonah Hill in Martin Scorseses The Wolf of Wall Street in der Rolle der Kimmie Belzer auf.
Neben ihren Filmauftritten ist sie auch in Rollen im Fernsehen zu sehen, vornehmlich in Gastrollen wie in Related, Numbers – Die Logik des Verbrechens, Elementary, Do No Harm, Good Wife, Life in Pieces, Chicago P.D. und Bull, Blue Bloods – Crime Scene New York, Grey’s Anatomy und The Blacklist. 2018 war sie in einer Nebenrolle als Carol Noesner in der Miniserie Waco, die auf der Belagerung durch die Branch Davidians basiert, zu sehen.
2019 wurde die Kriminalfilm-Biografie-Verfilmung The Irishman mit Robert De Niro und Al Pacino in den Hauptrollen veröffentlicht. Kurtzuba übernahm darin die Rolle der Irene Sheeran, der Ehefrau des titelgebenden Frank Sheeran. Nach The Wolf of Wall Street stellte dies die zweite Zusammenarbeit mit Regisseur Martin Scorsese dar.

## Persönliches
Stephanie Kurtzuba ist seit 2005 mit Joshua Coakley verheiratet. Sie lernten sich am Alley Theatre in Houston kennen, wo Coakley als Requisiteur arbeitete. Zusammen sind sie Eltern von zwei Söhnen und leben in New York.

## Filmografie (Auswahl)
- 1999: Flushed
- 2004: Knots – Liebesbande (Knots)
- 2004: Law & Order (Fernsehserie, Episode 15x03)
- 2006: Related (Fernsehserie, Episode 1x16)
- 2006: Numbers – Die Logik des Verbrechens (Numb3rs, Fernsehserie, Episode 2x18)
- 2008: Parting Words
- 2009: Away We Go – Auf nach Irgendwo (Away We Go)
- 2010–2014: Good Wife (The Good Wife, Fernsehserie, 4 Episoden)
- 2011: Extrem laut & unglaublich nah (Extremely Loud & Incredibly Close)
- 2012: Therapie in den Tod (Do No Harm, Fernsehfilm)
- 2013: Elementary (Fernsehserie, Episode 1x22)
- 2013: Do No Harm (Fernsehserie, Episode 1x07)
- 2013: The Wolf of Wall Street
- 2014: Before I Disappear
- 2014: Life in Pieces (Fernsehserie, 2 Episoden)
- 2014: Law & Order: Special Victims Unit (Fernsehserie, Episode 16x06)
- 2014: Annie
- 2016: Chicago P.D. (Fernsehserie, Episode 4x01)
- 2018: Bull (Fernsehserie, Episode 2x13)
- 2018: Waco (Miniserie, 3 Episoden)
- 2018: To Dust
- 2018: The Good Cop (Fernsehserie, Episode 1x08)
- 2019: The Enemy Within (Fernsehserie, Episode 1x08)
- 2019: The Good Fight (Fernsehserie, Episode 3x07)
- 2019: The Irishman
- 2019–2024: Blue Bloods – Crime Scene New York (Blue Bloods, Fernsehserie, 18 Episoden)
- 2020: Grey’s Anatomy (Fernsehserie, Episode 16x18)
- 2021: Station 19 (Fernsehserie, Episode 4x06)
- 2021: Der Denver-Clan (Dynasty, Fernsehserie, 2 Episoden)
- 2022: The Blacklist (Fernsehserie, Episode 9x14)
- 2022: The Watcher (Fernsehserie, Episode 1x03)
- seit 2022: Tulsa King (Fernsehserie)
- 2023: The Machine
- 2024: To the Moon (Fly Me to the Moon)

## Theatrografie (Auswahl)
- 2003–2004: The Boy from Oz (Imperial Theatre, New York City)
- 2004: The Joys of Sex (Variety Arts Theatre, New York City)
- 2004–2005: Newsical (Upstairs at 54, New York City)
- 2005: A Mother, A Daughter, and A Gun (New World Stages / Stage III, New York City)
- 2006–2013: Mary Poppins (New Amsterdam Theatre, New York City)
- 2008–2012: Billy Elliot: The Musical (Imperial Theatre, New York City)
- 2018: Our Lady of 121st Street (Pershing Square Signature Center / Irene Diamond Stage, New York City)